# بول فوسكو (مصور)
بول فوسكو (بالإنجليزية: Paul Fusco)‏ هو مصور أخبار ومصور وصحفي أمريكي، ولد في 1930 في ماساتشوستس في الولايات المتحدة.

## وصلات خارجية
- بول فوسكو على موقع ديسكوغز (الإنجليزية)